# 埃纳尔·奥尔松
埃纳尔·奥尔松（瑞典語：Ejnar Olsson，1896年7月9日—1925年1月24日），瑞典男子冰球运动员，场上位置是守门员。他曾代表瑞典国家队参加1924年冬季奥林匹克运动会冰球比赛，获得第4名。